# Cận Tinh d
Proxima Centauri d, hay Alpha Centauri Cd, Cận Tinh d (theo tiếng Việt) là một ngoại hành tinh quay quanh ngôi sao lùn đỏ Cận Tinh. Cùng với hai hành tinh khác trong hệ Proxima Centauri, nó là hành tinh ngoài hành tinh gần nhất được biết đến với Hệ Mặt Trời, cách Trái Đất 4,2 năm ánh sáng thuộc chòm sao Bán Nhân Mã. Các dấu hiệu đầu tiên của ngoại hành tinh xuất hiện như một tín hiệu yếu trong 5,15 ngày ở vận tốc xuyên tâm dữ liệu được lấy từ Kính viễn vọng rất lớn trong một nghiên cứu năm 2020 về khối lượng của Cận Tinh b. Hành tinh này đã được xác định bởi Faria et al. trong một bài báo tiếp theo được xuất bản vào tháng 2 năm 2022.
Cận tinh d là một Tiểu Trái Đất có khối lượng ít nhất bằng 1/4 khối lượng Trái Đất (hoặc gấp đôi khối lượng của Sao Hỏa), quay quanh khoảng 0,029 AU (4,3 triệu km; 2,7 triệu mi), mất 5,1 ngày. Nó là hành tinh nhỏ nhất và trong cùng được biết đến của hệ Proxima Centauri. Nó là hành tinh ngoại có khối lượng nhỏ nhất được phát hiện bằng phương pháp vận tốc xuyên tâm tính đến năm 2022. Proxima d quay quanh quỹ đạo quá gần với ngôi sao của nó để có thể sinh sống được — giả sử có hệ số phản xạ giống Trái Đất, nhiệt độ cân bằng của nó có thể đạt tới 360K (87 °C; 188 °F).